# 3959 Irwin
3959 Irwin је астероид главног астероидног појаса са средњом удаљеношћу од Сунца која износи 2,259 астрономских јединица (АЈ).
Апсолутна магнитуда астероида је 14,0.